# Rosa et Josepha Blažek
Rosa et Josepha Blažek (20 janvier 1878 Skrýchov (Opařany) - 30 mars 1922 à Chicago) sont des sœurs siamoises, dites pygopages – c'est-à-dire fusionnées au niveau du sacrum et du coccyx, en étant opposées dos à dos.

## Biographie
Elles sont nées à Skrýchov (Opařany) en Bohême. Rosa était la plus forte, et quand elle marchait, elle tirait sa sœur qui devait inverser ses pas à reculons. Elles avaient des goûts et des idées différentes. L'une pouvait dormir, l'autre restant éveillée. Elles n'avaient pas faim ou soif simultanément. Elles étaient unies par une bande osseuse au niveau du sacrum, avec un urètre et un anus commun, et chacune un orifice vaginal (vagin double divisé par une cloison).
Déjà connues en attraction publique à Paris en 1891, elles partirent en tournée dans le monde entier sous le nom de « les jumelles de Bohême ». Elles sont devenues particulièrement célèbres lorsque l'une d'elles tomba enceinte. Ainsi le 16 avril 1910 naquit Franz Blažek, enfant normal en bonne santé. Cette naissance réussie est la seule enregistrée chez une sœur siamoise,.

## Dans la chanson
Les deux sœurs sont le sujet d'une chanson française railleuse de Paul Lack, Le cas de Rosa Josepha.